# Malabargras
|  | Dieser Artikel wurde aufgrund von formalen oder inhaltlichen Mängeln in der Qualitätssicherung Biologie zur Verbesserung eingetragen. Dies geschieht, um die Qualität der Biologie-Artikel auf ein akzeptables Niveau zu bringen. Bitte hilf mit, diesen Artikel zu verbessern! Artikel, die nicht signifikant verbessert werden, können gegebenenfalls gelöscht werden. Lies dazu auch die näheren Informationen in den Mindestanforderungen an Biologie-Artikel. |

Das Malabargras (Cymbopogon flexuosus), oder Ostindisches Lemongras genannt, ist eine Pflanzenart innerhalb der Gattung Zitronengräser (Cymbopogon) in der Familie der Süßgräser (Poaceae). Das natürliche Verbreitungsgebiet reicht von den Indischen Bundesstaaten Andhra Pradesh, Assam, Bihar, Kerala, Meghalaya, Nagaland, Tamil Nadu, West Bengal sowie Karnataka über Nepal, Myanmar und Thailand bis zur chinesischen Provinz Yunnan. Sie wird angebaut und als Gewürzpflanze sowie Heilpflanze verwendet. Aus ihr wird auch ätherisches Öl gewonnen.

## Beschreibung

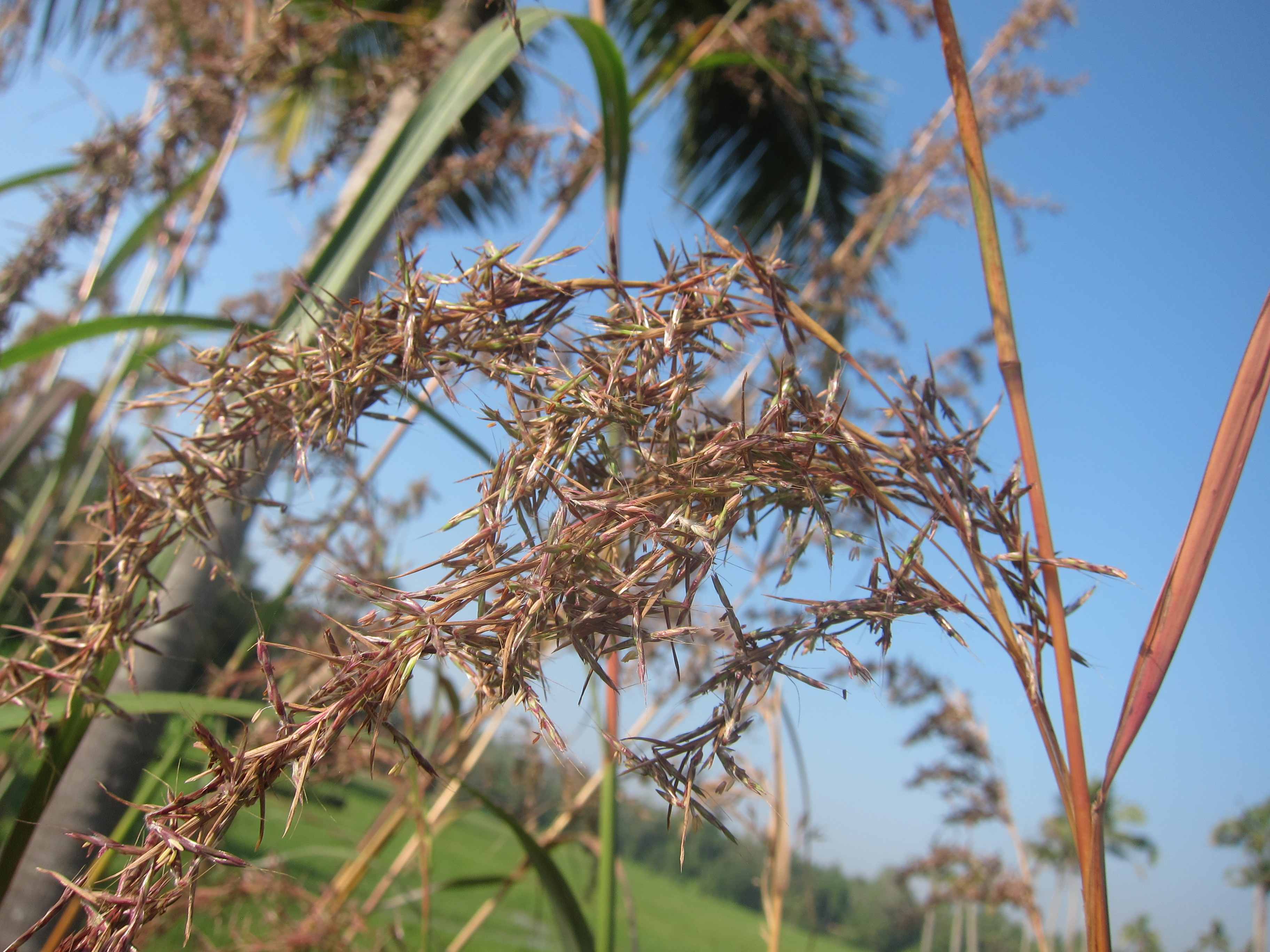
Fruchtstände

### Vegetative Merkmale
Malabargras wächst als ausdauernde krautige Pflanze und erreicht Wuchshöhen von 3 Metern. Sie bildet ein kurzes, starkes Rhizom aus. Die Halme weisen Durchmesser von 1 bis 2 Zentimetern auf und die Knoten (Nodien) sind kahl oder flaumig behaart.

### Generative Merkmale
Die Blütenstände enthalten viele Blüten.
Die Chromosomenzahl beträgt 2n = 20 oder 40.

## Taxonomie
Die Erstbeschreibung erfolgte 1855 unter dem Namen (Basionym) Andropogon flexuosus Nees ex Steud. in Ernst Gottlieb Steudels Synopsis plantarum glumacearum. Die Neukombination zu Cymbopogon flexuosus (Nees ex Steud.) W.Watson wurde 1882 veröffentlicht. 
Synonyme sind Andropogon nardus subsp. flexuosus (Nees ex Steud.) Hack., Andropogon ampliflorus Steud., Cymbopogon flexuosus var. sikkimensis Bor, Cymbopogon travancorensis Bor, Cymbopogon flexuosus var. arunachalis S.C.Nath & K.K.Sarma, Cymbopogon flexuosus var. assamensis S.C.Nath & K.K.Sarma.